# Đồng Văn Biên
Đồng Văn Biên (ur. 22 kwietnia 1985) – wietnamski zapaśnik w stylu klasycznym.
Brązowy medalista igrzysk Azji Południowo-Wschodniej w 2011 roku. 19 miejsce na mistrzostwach świata w 2011.